# Sven Ingemar Ljungh
Sven Ingemar Ljungh (Björkö, contea di Jönköping, 5 giugno 1757 – Bälaryd, contea di Jönköping, 12 settembre 1828) è stato un naturalista svedese.
A Jönköping, assistette alle lezioni private del lessicografo Håkan Sjögren, imparando il latino, mentre alla scuola di Växjö apprese molte nozioni di botanica. In seguito studiò al ginnasio di Växjö e nel 1775 si trasferì a Uppsala, dove nel 1777 si laureò in teologia. Iniziò allora a studiare medicina, ma si ammalò ben presto di malaria. Dopo essere guarito, entrò a far parte dell'amministrazione statale svedese, come cancelliere, e nel 1778 divenne Ufficiale Giudiziario della Corona del distretto di Vedbo. Iniziò a interessarsi di storia naturale, visitò la casa di Linneo e prese alcune lezioni da Linneo il Giovane.
Da allora iniziò a scambiare corrispondenza con molti studiosi contemporanei, come Carl Peter Thunberg, G. Marklin, Erik Acharius, Fr. Ehrhart, Jan Brandes e altri. Raccolse vari esemplari di roditori, insetti, uccelli e molluschi, descrivendo molte nuove specie. Divenne Membro della Società Patriottica (1806), dell'Accademia Reale Svedese delle Scienze (1808) e della Società Reale di Scienze e Lettere di Göteborg (1808). Studiò anche agricoltura e meteorologia e per i suoi studi venne nominato Cavaliere dell'Ordine di Vasa.
La sua collezione di insetti comprendeva, nel 1803, 5000-6000 specie e pubblicò vari studi su animali esotici provenienti da Giava, Sri Lanka e dalla Provincia del Capo. Dopo la morte, nessuno dei suoi figli si interessò di scienze naturali e le sue collezioni furono vendute.